# Espinel
El espinel es una especie de palangre utilizado para pescar congrios y otros peces grandes.
Consiste en una cuerda gruesa de la que, a tramos, penden unos reinales con anzuelos pero más cortos que los del palangre común. Existen distintos tipos de espinel pero podemos encontrar dos grupos principales:
- Para pesca de orilla. Tiene ambos extremos en tierra mientras el cabo con las extensiones con anzuelos entran en una media luna al mar valiéndose de la resaca de las olas.
- Para pesca en bote. Va sostenido por dos corchos o boyas para indicar el lugar donde se encuentra sumergido.

Este utensilio de pesca tradicional se utiliza en la zona del sur de Chile, generalmente para la extracción del bacalao. En la zona centro norte se utiliza para la extracción del congrio, la merluza y la corvina y se utilizó en la reineta antes de que esta desapareciera de la zona producto de la pesca industrial.
Aunque también los hay de otras características que se suelen utilizar para atrapar peces de menor envergadura (por ejemplo pejerreyes). En este caso se trata de una línea de considerable longitud, donde cuelgan brazoladas de aproximadamente 4 o 5 dm (según se acerque el pez a la superficie del agua) y con un anzuelo apropiado en su extremo. Estas brazoladas o brazos se disponen a una distancia de 5 o 6 dm entre sí. 
La línea principal se mantiene a flote mediante varias boyas distribuidas a todo su largo. En el momento de la aparición del cardumen, es común lograr obtener un importante número de capturas.
- Datos: Q5840298